# Pyszałek czarnodzioby
Pyszałek czarnodzioby (Drepanornis albertisi) – gatunek średniej wielkości ptaka z rodziny cudowronek (Paradisaeidae). Występuje plamowo w północno-zachodniej i wschodniej części Nowej Gwinei. Nie jest zagrożony wyginięciem.

## Podgatunki i zasięg występowania
Międzynarodowy Komitet Ornitologiczny (IOC) wyróżnia trzy podgatunki D. albertisi, które zamieszkują:
- D. a. albertisi (P. L. Sclater, 1873) – północno-zachodnia Nowa Gwinea
- D. a. cervinicauda P. L. Sclater, 1884 – południowo-wschodnia Nowa Gwinea
- D. a. geisleri A. B. Meyer, 1893 – północno-wschodnia Nowa Gwinea

Proponowany podgatunek inversus, opisany z góry Kunupi, został zsynonimizowany z cervinicauda.

## Morfologia
Długość ciała około 35 cm. Upierzenie generalnie brązowe, zlewające się z tłem otoczenia. Długi, wąski i zakrzywiony dziób. 

## Ekologia i zachowanie

### Biotop
Zamieszkuje lasy górskie, gdzie najczęściej przebywa w najwyższych partiach drzew.

### Tryb życia
Ze względu na utrudnioną obserwację ich siedlisk, stosunkowo niewiele wiadomo o zwyczajach tego gatunku. Samiec potrafi głośno i melodyjnie śpiewać.

### Pożywienie
Pokarm stanowią owoce i bezkręgowce.

### Lęgi
W czasie pokazów godowych, samiec prezentuje napuszone partie ubarwienia na bokach ciała. Samica składa do dużego gniazda w kształcie czarki 1 różowokremowe jajo, z szarymi i czerwonymi plamkami.

## Status
Międzynarodowa Unia Ochrony Przyrody (IUCN) uznaje pyszałka czarnodziobego za gatunek najmniejszej troski (LC – Least Concern) nieprzerwanie od 1988 roku. Liczebność populacji nie została oszacowana, ale ptak ten opisywany jest jako rzadki. Trend liczebności populacji uznawany jest za stabilny.